# Наби Кейта
Наби Лей Кейта (на френски: Naby Leye Keïta, роден 10 февруари 1995 г.) е гвинейски централен полузащитник, който играе за Ференцварош и е капитан на националния отбор по футбол на Гвинея.
Кейта започва кариерата си в Лига 2 през 2013 г. като футболист на Истр, а година по-късно преминава в отбора на Ред Бул Залцбург, където печели две шампионски титли и две купи на Австрия. През 2016 г. се трансферира в РБ Лайпциг, а през юли 2018 г. в Ливърпул.
Заедно с Ливърпул печели Шампионска лига 2018/19.

## Постижения
Ред Бул Залцбург
- Австрийска Бундеслига : 2014–15, 2015–16
- Купа на Австрия : 2014–15, 2015–16

Ливърпул
- Шампионска лига на УЕФА: 2018–19